# 국도 제414호선 (일본)

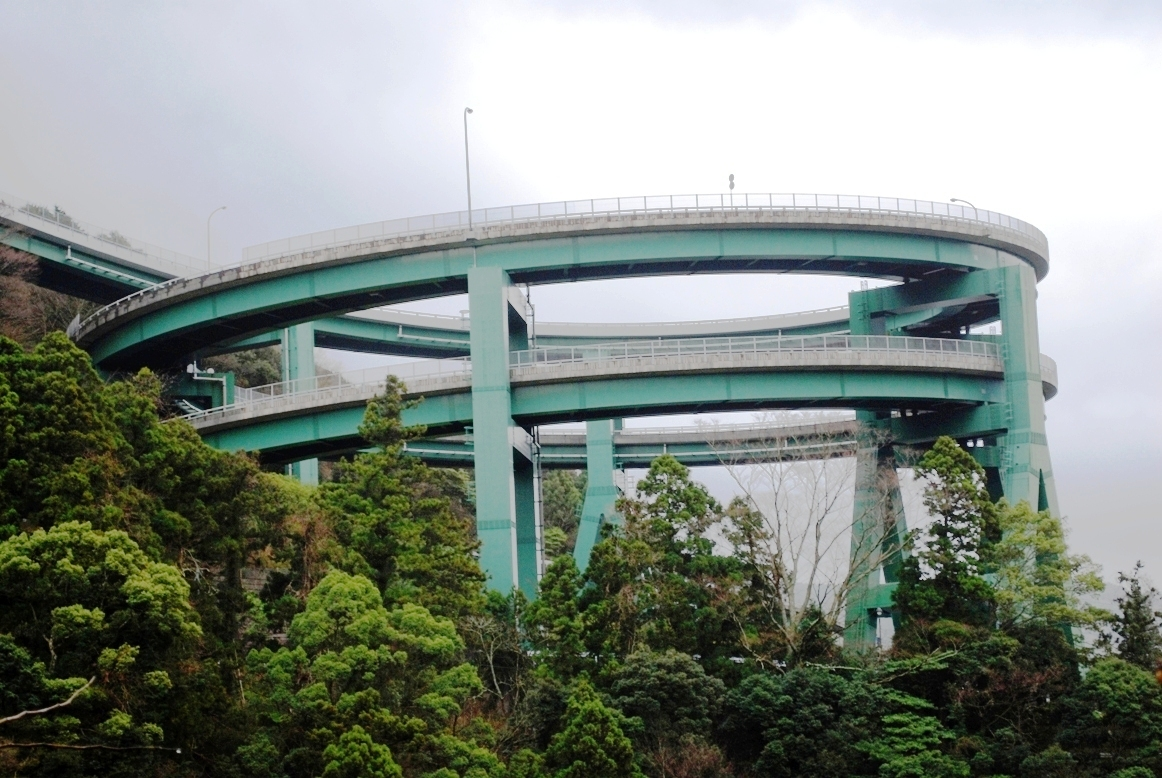
가와즈나나다루 루프교

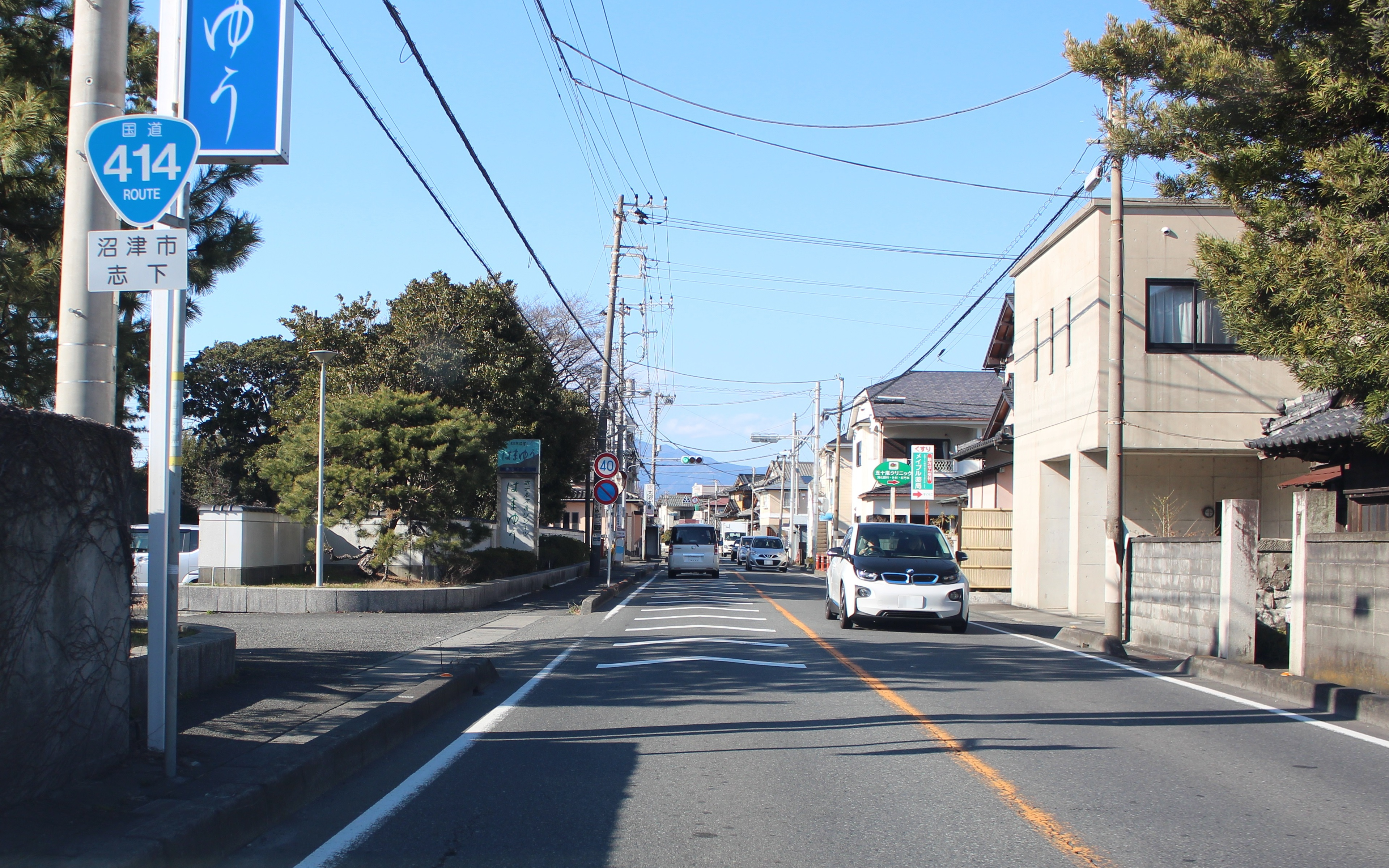
국도 414호선
누마즈시 시게

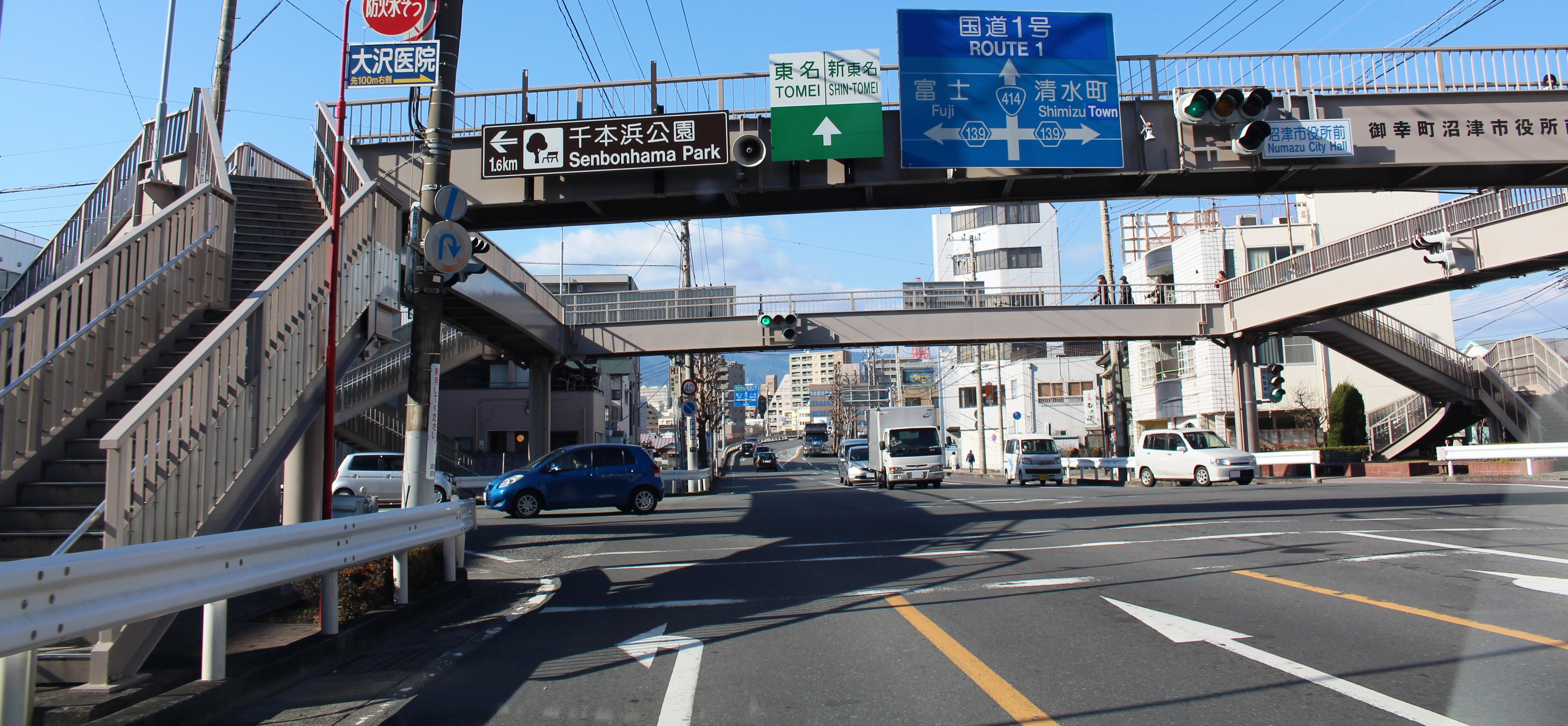
누마즈 시역소 앞 교차로
시즈오카현도 139호선과의 교차점

일본 414번 국도(일본어: 国道414号→국도 414호)는 시즈오카현 시모다시와 누마즈시를 이르는 일본의 일반 국도이다. 그러나 해당 도로는 1981년 이전까지만 하여도 오랫동안 시즈오카현도로 공인을 받았다가 1982년 4월 1일 도로 체계가 국도로 승격, 오늘에 이르고 있다.

## 개요
가와즈정에서 이즈시 사이에 걸쳐 통과하는 아마기산은 관광지로 조성되어 있어, 하이킹 등으로 인기가 높은 지역으로 손을 꼽히고 있다. 그러나 720도의 경사를 가진 가와즈나나다루 루프교를 통과한다. 그리고 이즈의 남단 일원을 이루는 고개인 아마기 고개에 위치하고 있는 가와즈나나다루 루프교는 높낮이가 45m씩 차이가 나고 있으며, 2회전 내내 원형 루프를 이루는 다리이기 때문에, 일반 국도 노선 중 눈에 띄고 있는 루프교의 명소로도 알려져 왔다.
이즈반도의 중심부에 놓여 있는 아마기 고개를 넘나드는 국도 414호선의 구도로 알려진 덴조의 경우 자연과 문학의 역사가 깊은 길이기도 하며, 1986년 (쇼와 61년)에는 옛 건설성과 "길의 날" 실행위에 의해 제정시킨 일본의 길 100선으로 선정된 상태이다.

### 노선 정보
일반 국도의 노선을 지정하고 있는 정령에 의거한 기종점 및 경유지는 다음과 같다.
- 기점: 시모다시 (나카시마바시 교차로 = 136번 국도와의 교점)
- 종점: 하마마쓰시 (오카 교차로 = 1번 국도와의 교점 및 246번 국도의 종점)
- 중요한 경과지: 가와즈정, 이즈시, 이즈노쿠니시
- 총 연장: 84.7 km
- 중용 연장: 12.3 km
- 미공용 연장: 없음
- 실제 연장: 72.4 km
- 현도: 60.0 km
- 구도: 6.9 km
- 신도: 5.5 km

## 노선 개황

### 바이패스
- 시즈우라 바이패스(일본어판)
- 이즈 종관 자동차도(일본어판) (오다이라 나들목 ~ 쓰키가세 나들목 사이 구간)

### 별칭
- 시모다 가도(일본어판) (아마기로)

### 중복 구간
- 136번 국도(일본어판) : 이즈시 ~ 이즈노쿠니시

### 미치노에키
- 아마기고에(일본어판)
- 이즈쓰키가세(일본어판)
- 이즈노헤소(일본어판)

### 버스 노선
이즈하코네 버스의 누마즈역 - 이즈나가오카역 사이의 구간 관련 계통 노선 버스가 있다.

## 지리

### 통과하는 지자체
- 시즈오카현
  - 시모다시 - 가모군 가와즈정 - 이즈시 - 이즈노쿠니시 - 누마즈시

### 교차하는 도로
※ 단독 구간에 한정하여 기술된다. 단, 국도 136호선의 구간은 제외한다.
국도
- 136번 국도(일본어판)
- 1번 국도
- 246번 국도

현도
- 118번 시즈오카현도
- 404번 시즈오카현도
- 15번 시즈오카현도
- 14번 시즈오카현도
- 115번 시즈오카현도
- 59번 시즈오카현도
- 349번 시즈오카현도
- 124번 시즈오카현도
- 19번 시즈오카현도
- 129번 시즈오카현도
- 130번 시즈오카현도
- 134번 시즈오카현도
- 17번 시즈오카현도
- 140번 시즈오카현도
- 144번 시즈오카현도
- 139번 시즈오카현도
- 380번 시즈오카현도
- 405번 시즈오카현도
- 87번 시즈오카현도
- 394번 시즈오카현도

기타 유료도로
- 슈젠지 도로(일본어판)
- 이즈추오 도로(일본어판)

### 연선 시설 외
- 가노강(일본어판) 기념공원
- 누마즈 시역소(일본어판)
- 누마즈고요테이 기념공원(일본어판)
- 이즈노쿠니 파노라마파크(일본어판)

### 고개
- 아마기 고개(일본어판)